# Santo Elias (Mesquita)
Santo Elias é um bairro do município brasileiro de Mesquita, estado do Rio de Janeiro.
Faz divisa com os bairros de Banco de Areia, Cruzeiro do Sul, Jacutinga, Juscelino e com o município de Nova Iguaçu, além de pertence ao 3º Distrito (Banco de Areia)
É neste bairro que se localiza a Igreja Presbiteriana de Santo Elias, bastante conhecida como a "Igreja da Praça do S".
O bairro e conhecido por ser o local das provas práticas do DETRAN, além do depósito e posto de vistoria do departamento.